# Pleroneura dahlii
Pleroneura dahlii är en stekelart som först beskrevs av Hartig 1837.  Pleroneura dahlii ingår i släktet Pleroneura, och familjen tallblomsteklar. Arten har ej påträffats i Sverige.